# Stefan Wyszyński

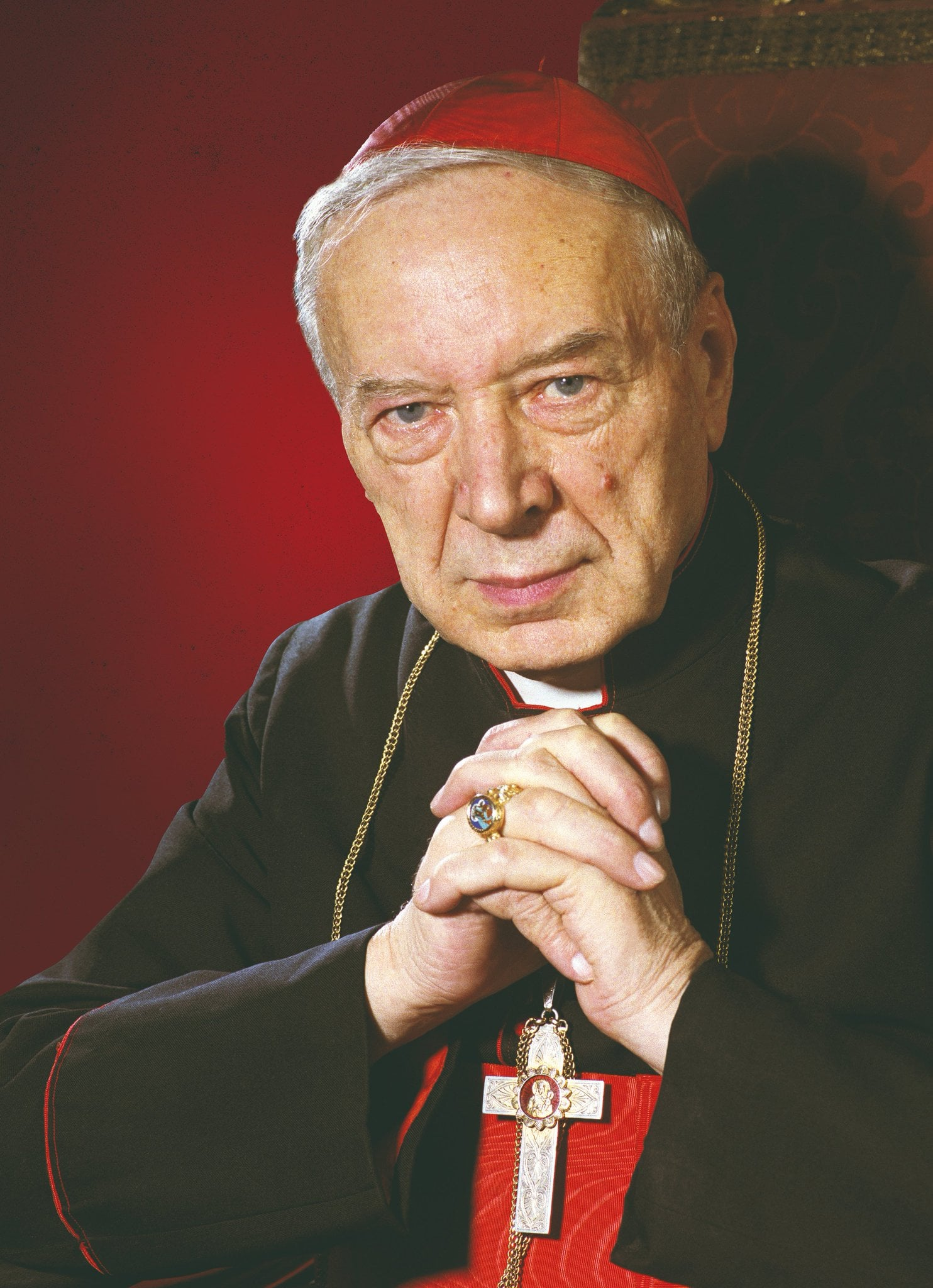
Kardinal Wyszyński (1981)

Wappen des Kardinals

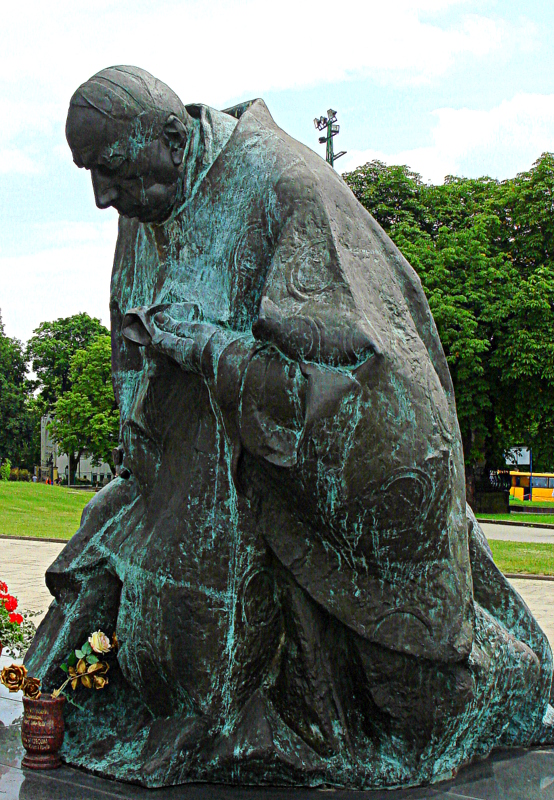
Denkmal von Kardinal Wyszyński in Częstochowa

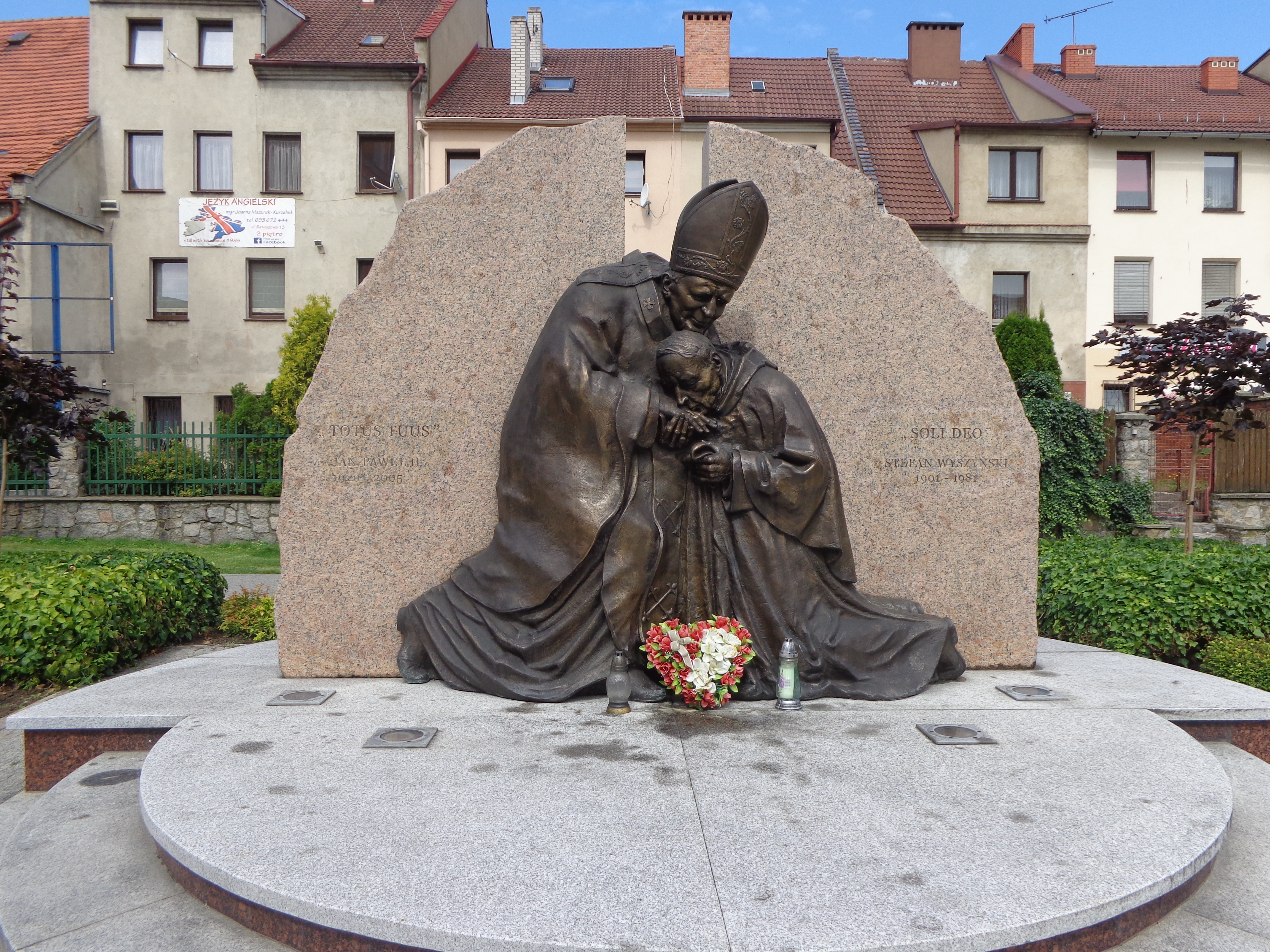
Denkmal von Kardinal Wyszyński und Johannes Paul II. in Prudnik

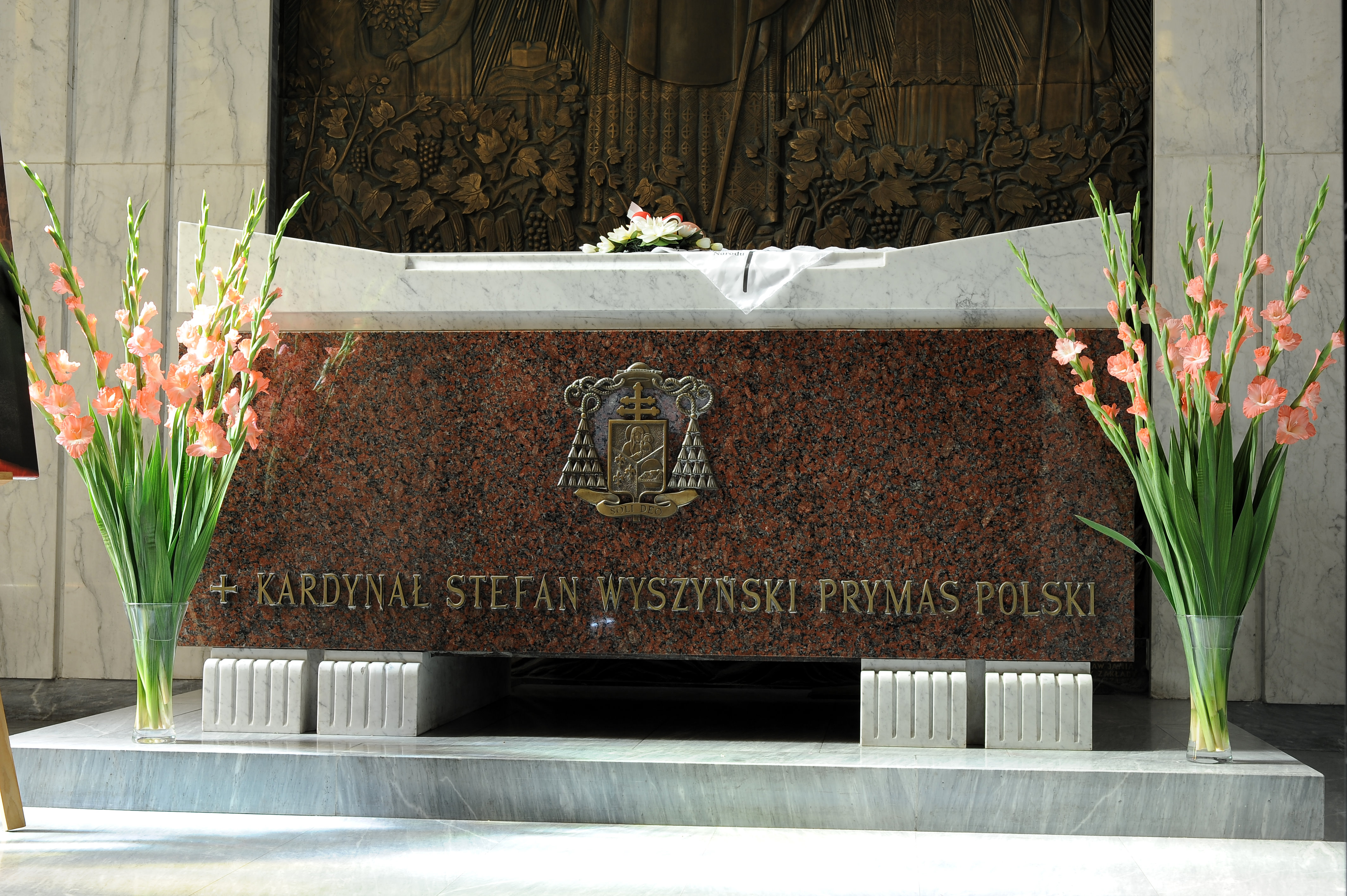
Grabmal von Kardinal Wyszyński

Stefan Kardinal Wyszyński (* 3. August 1901 in Zuzela in der heutigen Woiwodschaft Masowien, Polen; † 28. Mai 1981 in Warschau) war ein polnischer römisch-katholischer Geistlicher und zunächst Bischof von Lublin, später Erzbischof von Gniezno (Gnesen) und Warschau sowie Primas von Polen. Er wurde am 12. September 2021 seliggesprochen.

## Leben
Stefan Wyszyński trat 1920 in das Priesterseminar in Włocławek ein und empfing am 3. August 1924 durch Bischof Wojciech Owczarek das Sakrament der Priesterweihe. Von 1925 bis 1929 studierte er an der Katholischen Universität Lublin Kanonisches Recht und sozial-ökonomische Wissenschaften und erwarb 1929 mit seiner Dissertation „Das Recht der Familie, der Kirche und des Staates bezüglich der Schule“ den Doktorgrad. Anschließend begab er sich auf eine einjährige wissenschaftliche Reise nach Österreich, Italien, Frankreich, Belgien, den Niederlanden und Deutschland, um die Tätigkeit der Gewerkschaften und Sozialbewegungen kennenzulernen. Ab 1931 lehrte er katholische Sozialökonomie am Priesterseminar in Włocławek und engagierte sich gleichzeitig in der Bildungsarbeit bei christlichen Gewerkschaften. 1937 wurde er Mitglied des Sozialrates beim Primas von Polen.
Während des Zweiten Weltkrieges leistete er konspirative Bildungsarbeit unter der Jugend und wirkte während des Warschauer Aufstands als Geistlicher der polnischen Untergrundarmee.
1945 wurde er Regens des Priesterseminars in Włocławek. Am 25. März 1946 ernannte ihn Papst Pius XII. zum Bischof von Lublin, und er empfing am 12. Mai 1946 durch August Kardinal Hlond die Bischofsweihe; Mitkonsekratoren waren Karol Radoński, Bischof von Włocławek, und Stanisław Czajka, Weihbischof in Częstochowa.
1948 wurde er Erzbischof von Gniezno und Warschau, zugleich Primas von Polen und Vorsitzender der Polnischen Bischofskonferenz. Am 12. Januar 1953 wurde er zum Kardinal ernannt. Doch dann wurde er für die Dauer von drei Jahren, vom 25. September 1953 bis zum 26. Oktober 1956, inhaftiert. So konnte Wyszyński erst am 18. Mai 1957 offiziell als Kardinalpriester mit der Titelkirche Santa Maria in Trastevere in das Kardinalskollegium aufgenommen werden.
Wyszyński nahm von 1962 bis 1965 an allen Vollversammlungen des II. Vatikanischen Konzils teil und bemühte sich dort, allerdings erfolglos, um eine ausdrücklichere kirchliche Anerkennung der Bedeutung Mariä, der Mutter Jesu. Darüber hinaus wurde er gegen Ende des II. Vatikanums bekannt, als die polnischen Bischöfe ihre deutschen Amtsbrüder zur Versöhnung zwischen Polen und Deutschen aufriefen. Die darin enthaltene Vergebungsbitte löste Empörung im kommunistischen Regime Polens aus.
Im September 1978 besuchte Wyszyński mit einer Delegation des polnischen Episkopats, zu der auch der einen Monat später zum Papst gewählte Karol Kardinal Wojtyła gehörte, auf Einladung der Deutschen Bischofskonferenz die Bundesrepublik Deutschland. Der polnische Primas spielte ab 1980 ebenso eine entscheidende Rolle als Vermittler zwischen der polnischen Oppositionsbewegung Solidarność und dem kommunistischen Regime und forderte für Arbeiter und Bauern das Recht auf freie Gewerkschaften; andererseits rief er die Opposition zur Besonnenheit und in ihren Forderungen zur Mäßigung auf.
Wyszyński gilt als Symbolgestalt des geistigen Widerstands gegen das kommunistisch-atheistische Regime Polens. Wegen seiner Rolle als Wahrer der christlichen Identität des polnischen Volkes in Zeiten der kommunistischen Repressionen gegen die Kirche wird er in Polen auch Primas des Jahrtausends genannt. Vor der Warschauer Visitantinnen-Kirche wurde ihm 1987 ein Denkmal errichtet.

## Seligsprechung
1989 wurde der Seligsprechungsprozess für Stefan Wyszyński eröffnet. Papst Franziskus erkannte ihm am 18. Dezember 2017 den heroischen Tugendgrad zu. Am 2. Oktober 2019 erkannte der Papst ein der Fürsprache Wyszyńskis zugeschriebenes Wunder als letzte Voraussetzung für die Seligsprechung an. Die für den 7. Juni 2020 geplante Seligsprechung in Warschau wurde am 28. April 2020 infolge der Covid-19-Pandemie verschoben und am 12. September 2021 nachgeholt.
Sein Gedenktag ist der 28. Mai.